# Koninginnedag 2012

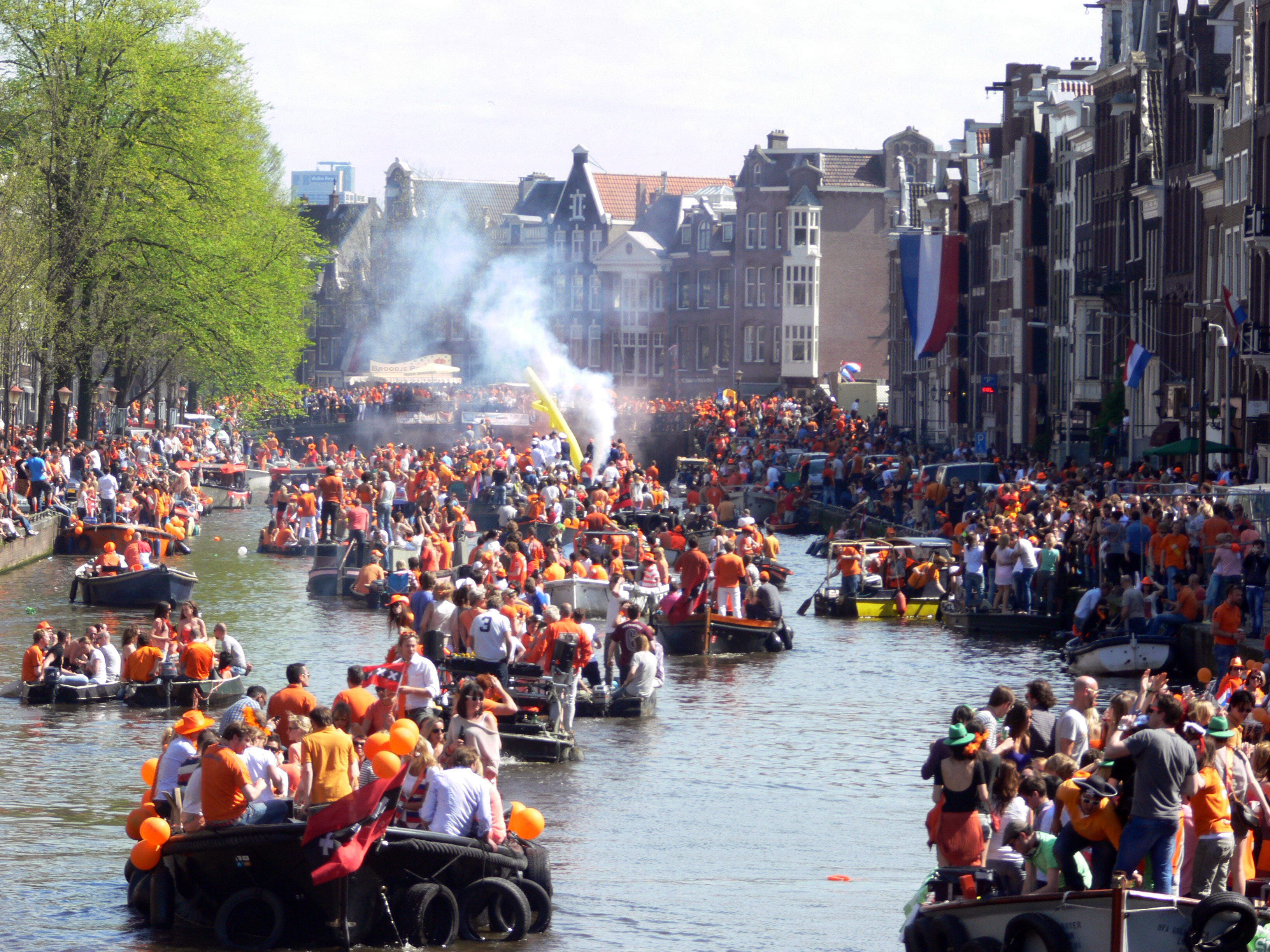
Prinsengracht Amsterdam

Koninginnedag 2012 was de viering van de Nederlandse feestdag Koninginnedag op 30 april 2012. Voor deze gelegenheid bezochten koningin Beatrix en haar familie de plaatsen Rhenen en Veenendaal, in de provincie Utrecht. Het was voor het eerst sinds 1999 dat het evenement in deze provincie neerstreek.
Behalve de gemeentes werkten respectievelijk de vereniging Oranjedag Rhenen, de stichting Oranjedag Veenendaal en de provincie Utrecht mee aan de organisatie van de feestelijkheden.

## Koninklijk bezoek
Nagenoeg de volledige koninklijke familie was aanwezig, met uitzondering van de tijdens wintersport verongelukte prins Friso en zijn echtgenote prinses Mabel. Ook prinses Anita, de echtgenote van prins Pieter-Christiaan, ontbrak, vanwege een longontsteking. Pieter van Vollenhoven voegde zich pas in Veenendaal bij het gezelschap, wegens een ontsteking aan zijn voet.

### Rhenen
De bus met de koninklijke familie parkeerde in het havengebied van Rhenen. Op hun 800 meter lange route door de binnenstad werd het gezelschap betrokken bij verschillende traditionele spelactiviteiten als het wc-potgooien. Ook werden er optredens verzorgd door de verschillende verenigingen in Rhenen. De viering werd afgesloten met het opbouwen van de voormalige Westpoort waardoor de bus met de koninklijke familie koers zette naar Veenendaal.

### Veenendaal
Het koninklijk gezelschap kwam aan bij theater De Lampegiet en liep een route van een kleine kilometer door de binnenstad. Deze ging vanaf genoemd theater door het park, om de Oude Kerk en uiteindelijk naar de Markt. Activiteiten op deze route waren de bijenmarkt, de zeepkistenrace, demonstraties van grote sportverenigingen en de viering werd feestelijk afgesloten bij het gemeentehuis van Veenendaal.
In haar dankwoord zei koningin Beatrix dat het jammer en verdrietig was dat haar familie niet compleet was tijdens de viering van Koninginnedag in Rhenen en Veenendaal.

## Ontwikkelingen rond de feestdag

### Impact ongeval Friso
Na het ski-ongeval dat prins Friso op 17 februari 2012, en vooral na de bekendmaking een week later van zijn toestand, werden er twijfels geuit over het (volledig) door laten gaan van de officiële festiviteiten op Koninginnedag. De Rijksvoorlichtingsdienst meldde op 1 maart echter dat alle voorbereidingen door konden gaan. Friso's echtgenote prinses Mabel was niet bij de vieringen aanwezig.

### Amsterdam
Omdat het aantal bezoekers aan Koninginnedag in Amsterdam tussen 2004 en 2010 was gestegen van 600.000 naar 800.000 dreigden problemen met de openbare orde. Burgemeester van der Laan besloot daarom in november 2011 dat er op Koninginnedag geen massale evenementen meer mogen plaatsvinden in de binnenstad. Korte tijd later werd het plein bij de RAI in Amsterdam-Zuid aangewezen voor het festijn van Radio 538. Er kon echter geen oplossing worden gevonden voor het handhaven van het maximum aantal bezoekers in verband met de veiligheid, waardoor op 23 januari het besluit viel om het feest geheel af te blazen. Vijf organisaties richtten daarop de Koninklijke Nederlandse Partybond op, die rond het Olympisch Stadion alsnog een groots dancefeest organiseerde, het Qdayfestival. Op het Java-eiland vond het feest van SLAM!FM plaats.
In de binnenstad was het duidelijk rustiger dan voorgaande jaren, de politie gaf een schatting van 700.000 bezoekers, zo'n 100.000 minder dan in 2011. Ook sprak NS van aanzienlijk minder reizigers naar Amsterdam dan voorheen en van een gevarieerder reizigerspubliek, ofwel meer gezinnen.

### Veiligheidsmaatregelen Rhenen
Burgemeester Joost van Oostrum had enkele maanden voor Koninginnedag aangekondigd dat er strenge veiligheidsmaatregelen van kracht zouden zijn voor en tijdens Koninginnedag in Rhenen, waarbij ook preventieve huiszoekingen bij inwoners van het centrum konden voorkomen. Verzet hiertegen zou tot arrestatie leiden, zo kondigde hij aan. Over de mogelijke huiszoekingen ontstond de nodige ophef en er werden Kamervragen over gesteld.